# Biuro Finansów i Kontroli
Biuro Finansów i Kontroli Komendy Głównej Armii Krajowej – oddział Armii Krajowej, który zajmował się kontrolą gospodarki finansowej i zaopatrzenia finansowego oraz organizowaniem lokali konspiracyjnych.

## Struktura
Szef Oddziału – ppłk Stanisław Thun „Janusz”, „Leszcz”, „Malcz”, „Nawrot”
Sekretariat – Janina Dąbrowska; Irena Makowska-Dutkiewicz „Wisłocka”, „Wiktoria Wisłocka”; Krystyna Doney-Rożańska „Biruta”
Kasa Główna – Józef Weber „Tkacz”, „Tkaczewski”; Halina Turkiewicz „Magdalena”; Irena Jędrzejewska „Maria”
Centralna Księgowość – Andrzej Bieniek „Krawczyk”
Wydział Kas Podręcznych i Walutowych – Nieznane imię i nazwisko „Bohdan”
kasa wypłat
kasa operacyjno-walutowa
Wydział Kas Depozytowych – Jadwiga Hulanicka-Rożańska „Łucja”
Wydział Kontroli i Zaopatrzenia – ppłk dypl. Antoni Kruczyński „Pirat”, „Rawa”, „Antoni Rawa”
Wydział Produkcji Banknotów (PWB-17) mjr Mieczysław Chyżyński „Pełka”
Centralna Opieka Podziemna – Helena Kotarba „Lunia”
Wydział Inwestycji i Zakupów – mjr Emil Kumor „Krzyś”
Dział skrytek stałych – Stanisław Doruchowski „Smyk”
Dział skrytek ruchomych – mjr Antoni Baranowski „Alan”
Dział kwaterunkowy – mjr Piotr Piotrowski „Profesor”
Zespół Ochrony i Transportu – rtm. Jan Przeździecki „Panoczek”
Magazyny – sierż. Edmund Hintze „Edmund” (15 magazynów).
Wydział Produkcji Banknotów (zajmujący się produkcją fałszywych banknotów na potrzeby Armii Krajowej)